# ديان بيتروفيتش
ديان بيتروفيتش (بالإنجليزية: Dejan Petrovic)‏ مواليد 3 أبريل 1978 في أديليد، هو لاعب كرة مضرب أسترالي سابق وكان يلعب باليد اليمنى. أعلى تصنيف له في الفردي كان المركز الـ 157 في سنة 2000. أعلى تصنيف له في الزوجي كان المركز الـ 116 في سنة 2002.

## النهائيات

### الزوجي: (8)
| الرقم | السنة | الدورة                                     | الأرضية | الشريك   | المنافس في النهائي              | النتيجة في النهائي |
| ----- | ----- | ------------------------------------------ | ------- | -------- | ------------------------------- | ------------------ |
| 1.    | 2000  | مانشستر المفتوحة, مانشستر, المملكة المتحدة | عشبية   | أندي رام | إيف أليجرو إيفو هيوبيرجير       | 6–2, 7–6(7–1)      |
| 2.    | 2000  | قرطبة، إسبانيا                             | صلبة    | أندي رام | أوسكار باريزا لوبيز دانييل ميلو | 6–1, 6–4           |

## روابط خارجية
- ديان بيتروفيتش على موقع رابطة محترفي التنس (الإنجليزية)
- ديان بيتروفيتش على موقع الاتحاد الدولي لكرة المضرب (الإنجليزية)
- ديان بيتروفيتش على موقع كأس ديفيز (الإنجليزية)
- ديان بيتروفيتش على موقع خلاصة التنس.كوم (الإنجليزية)